# Serie Monografieën over Filmkunst
Serie Monografieën over Filmkunst was een vernieuwende serie boeken die tussen 1931 en 1933 werd uitgegeven door W.L. & J. Brusse's Uitgeversmaatschappij in Rotterdam, onder redactie van C.J. Graadt van Roggen (1904-1933), de filmredacteur van de Nieuwe Rotterdamsche Courant.
Deze reeks diende om eenvoudig en duidelijk voorlichting te geven over de jonge kunst van de film en zijn vernieuwende aspecten. De modernistische, constructivistische typografie van de omslagen werd verzorgd door Piet Zwart. Door deze aparte vormgeving zijn de deeltjes nog steeds verzamelobjecten. Het experimentele proces dat Piet Zwart voor de vervaardiging van de omslagen had ontwikkeld, waarvoor verhit vernis werd gebruikt, is weinig duurzaam gebleken, waardoor de omslagen altijd aan de randen verbrokkeld en beschadigd zijn.
De vroege dood van redacteur Graadt van Roggen maakte een ontijdig eind aan de serie. De twee laatste geplande deeltjes, De techniek van de kunstfilm van de bekende cinematografen Mannus Franken en Joris Ivens, en deel 12, Filmreclame van Piet Zwart, bleven ongedrukt. Wel zijn er in het archief van de uitgeverij schetsen voor de omslagen bewaard gebleven.

## Titels van de serie
- 1. C.J. Graadt van Roggen: Het Linnen Venster, 1931
- 2. L.J. Jordaan: Dertig jaar film, 1932
- 3. Henrik Scholte: Nederlandsche filmkunst, 1933
- 4. Th. B.F. Hoyer: Russische filmkunst, 1932
- 5. Simon Koster: Duitsche filmkust, 1931
- 6. Elisabeth de Roos: Fransche filmkunst, 1931
- 7. Jo Otten: Amerikaansche filmkunst, 1931
- 8. Menno ter Braak: De absolute film, 1931
- 9. Constant van Wessem: De komische film, 1931
- 10. Lou Lichtveld: De geluidsfilm, 1933